# Wohn- und Wirtschaftsgebäude Gellener Straße 7
Das Wohn- und Wirtschaftsgebäude Gellener Straße 7 im niedersächsischen Elsfleth-Moorriem, Bauerschaft Moordorf, im Landkreis Wesermarsch, stammt aus dem letzten Quartal des 19. Jahrhunderts.

Aktuell (2023) wird es als Wohnhaus und wohl landwirtschaftlich genutzt.
Das Gebäude steht unter Denkmalschutz (siehe auch Liste der Baudenkmale in Elsfleth).

## Beschreibung und Geschichte
Die Marschhufensiedlung Moorriem mit der mittleren Bauerschaft Moordorf/Gellen erstreckt sich über etwa 16 Kilometer, wurde nach 1062 gegründet und erhielt im 14. Jahrhundert die heutige Struktur mit den schmalen, oft extrem langgestreckten Parzellen. Im Abstand von ca. 50 bis 100 Metern liegen zahlreiche Hofstellen auf Wurten.
Das eingeschossige giebelständige Wohn- und Wirtschaftsgebäude auf einer baumbestandenen Wurt als Zweiständer-Hallenhaus in Backsteinmauerwerk, mit reetgedecktem Krüppelwalmdach, Niedersachsengiebeln mit Uhlenloch sowie der Grooten Door mit Korbbogen stammt aus dem letzten Viertel des 19. Jahrhunderts.
Am Wirtschaftsgiebel an der nördlichen Traufseite steht ein Stallanbau in Backstein mit reetgedecktem Krüppelwalmdach und Niedersachsengiebel.
Eine spätere rechte Holzscheune mit Satteldach ist nicht denkmalgeschützt.
Das Landesdenkmalamt befand: „ … geschichtliche Bedeutung … als beispielhaftes Hallenhaus mit Backsteinaußenmauern aus dem letzten Viertel des 19. Jhs. … .“